# Atholus perplexus
Atholus perplexus är en skalbaggsart som först beskrevs av J. L. Leconte 1863.  Atholus perplexus ingår i släktet Atholus och familjen stumpbaggar. Inga underarter finns listade i Catalogue of Life.